# Bruce L. Clark
Bruce Lawrence Clark (* 29. Mai 1880 in Humboldt, Iowa; † 23. September 1945) war ein US-amerikanischer Paläontologe. Er war der erste Direktor des University of California Museum of Paleontology (UCMP) in Berkeley.

## Leben
Clark war der Sohn eines Farmers und zog mit der Familie 1904 nach Südkalifornien, wo er das Pomona College besuchte. Danach studierte er Geologie und Paläontologie an der University of California, Berkeley mit dem Master-Abschluss 1909 und der Promotion in Paläontologie 1913. Zuvor war er schon 1911 Instructor in Paläontologie, wurde 1918 Assistant Professor und 1923 Associate Professor. In Berkeley richtete er 1923 die ersten Kurse für Mikropaläontologie ein, wofür durch den Öl-Boom nach dem Ersten Weltkrieg ein großer Bedarf bestand. Ein weiterer Schwerpunkt seiner Forschung war das Tertiär und dessen Wirbellosen-Fauna an der Pazifikküste. 1921 bis 1926 war er der erste Direktor des UCMP, in einer Zeit, in der es Spannungen zwischen den Geologen und Paläontologen in der Berkeley-Fakultät gab, nachdem beide Fakultäten nach dem Weggang von John Campbell Merriam zur Carnegie Institution zusammengelegt wurden.
Als Geologe kartierte er die Mount-Diablo-Region und befasste sich mit der Tektonik des Kalifornischen Küstengebirges. Er wies Wirbeltier-Paläontologen auf die reichhaltige Fossilfundstätte von Säugern aus dem Miozän (9 Millionen Jahre) auf der Blackhawk Ranch nahe dem Mount Diablo hin. Er selbst sammelte viel als Feld-Paläontologe und vermehrte die Sammlungen des Museums um bedeutende Sammlungen von Ölgesellschaften.